# Vítor Cabral
Pour les articles homonymes, voir Cabral.
Vítor Cabral, de son nom complet Vítor Cabral Martins, est un footballeur portugais né le 2 janvier 1941 à Vila Real. Il jouait au poste de gardien de but.

## Biographie

### Joueur
Vítor Cabral Martins commence sa carrière au SC Vila Real, où il joue de 1959 à 1962. Il rejoint ensuite les Leões de Santarém en 1962 puis le Benfica Lisbonne en 1963. Il reste cantonné à la réserve durant son passage dans le club lisboète.
Il signe avec le SC Beira-Mar en 1965. Avec Beira-Mar, Martins se fait remarquer pour ses compétences en tant que gardien de but, participant à 41 matchs de championnat sur deux saisons.
En 1967, il intègre les rangs de la CUF, où il reste quatre saisons. Ses performances solides lui permettent de jouer 69 matchs de championnat et de devenir une figure clé de l'équipe. Il dispute les deux rencontres du premier tour de Coupe des villes de foires lors de la saison 1967-1968.
En 1971, Martins rejoint le Boavista FC. Il y reste trois saisons, disputant 60 matchs de championnat.
En 1974, il signe avec le SC Salgueiros, où il termine sa carrière professionnelle en 1977 après trois saisons.